# Объект КРП
Объект КРП — поселок в составе Култаевского сельского поселения Пермского района в Пермском крае.
Аббревиатура КРП означает Камское речное пароходство.
В настоящее время насёленный пункт представляет собой типичный коттеджный поселок. 

## Географическое положение
Поселок расположен примерно в 2 километрах на северо-восток по прямой линии от северной оконечности села Култаево, центра сельского поселения.

## Климат
Климат умеренно-континентальный, характеризующийся морозной продолжительной зимой и теплым коротким летом. Июльские температуры колеблются в пределах +18 °С, январские в пределах −15 °С. Среднегодовое количество осадков составляет 425—510 мм, большая их часть приходится на теплый период с апреля по октябрь. Преобладающее направление ветра — юго-западное.

## Достопримечательности
Поселок примыкает с юга к Гляденовской горе, известное археологическим памятником Гляденовское костище и часовней Трифона Вятского.

## Население
| 2010 |
| ---- |
| 2    |

Постоянное население в 2002 году отсутствовало.